# پخمه (فیلم ۱۳۵۱)
پخمه فیلمی ایرانی به کارگردانی مازیار پرتو و نویسندگی احمد نجیب‌زاده محصول سال ۱۳۵۱ است.

## داستان
حسن ملقب به حسن کیشمیش تعمیرکار اتومبیل ساده‌دلی است که با خواهر کوچکش فاطی در خانه صغری خانم زندگی می‌کند. بلیت حسن در بخت‌آزمایی اعانه ملی برنده پانصد هزارتومان پول میشود. حسن این موضوع را به همه اطلاع داده و از کارش استعفا می‌دهد. دو نفر از جاهل‌های محله تلاش می‌کنند بلیت حسن را از چنگش در‌آورند. در راه بازگشت به خانه حسن نوزادی را پیدا می‌کند و او را به خانه میبرد تا در کنار خواهرش از او نگهداری کند. پروانه، مادر نوزاد که از ناچاری فرزندش را سر راه گذاشته‌است برای اطمینان از سلامت فرزندش حسن را تعقیب می‌کند. جاهل‌ها به خانه حسن حمله می‌کنند و پس از درگیری با حسن و فاطی و صغری خانم نیمی از بلیت را میدزدند. پروانه که خانه حسن را زیرنظر دارد دزد‌ها را تعقیب می‌کند و محل اقامت آن‌ها را پیدا می‌کند و به حسن اطلاع میدهد. حسن،فاطی و پروانه از یک سو و جاهل‌ها از سوی دیگر هریک تلاش می‌کنند نیمه بلیت که در دست دیگری است بدست بیاورند...

## بازیگران
- بهمن مفید در نقش حسن کیشمیش
- نیلوفر در نقش پروانه
- احمد معینی در نقش جاهل
- احمد هاشمی در نقش جاهل
- جهانگیر فروهر در نقش رییس جاهل‌ها
- فرنگیس فروهر در نقش صغری خانم
- شهناز
- مجتبی
- علی دهقان
- لیلا فروهر در نقش فاطی